# 湾岸共通通貨
湾岸共通通貨（わんがんきょうつうつうか）は、湾岸協力会議（GCC）が将来導入（但し、オマーンとアラブ首長国連邦は脱退を表明）を計画している共通通貨。正式呼称はまだないが、「ハリージー（英語：Khaleeji、アラビア語：خليجي）」、湾岸ディナールなどと称される。当初の計画では2010年までに導入を予定していたが、現在のところ2015年以降に導入が遅れる見通しである。
この通貨を示すローマ字を使用した通貨記号としては、「G」に縦棒を引いた記号が提案されている。
2009年3月24日、GCCのアルカウド事務総長補代理は2010年発行の延期は避けられないとの見通しを示した。
2009年5月5日に湾岸協力会議は通貨評議会をサウジアラビアのリヤドに設けることを決めた。通貨評議会は将来の設立を目指す統一中央銀行の土台となる。
2009年5月21日にアラブ首長国連邦(UAE)は通貨統合計画からの脱退を表明した。すでにオマーンが脱退を表明。UAEで2カ国目となる。